# 艾哈迈德·里扎
艾哈迈德·里扎贝伊（土耳其語：Ahmed Rıza，1858年—1930年2月26日），是奥斯曼帝国的立宪派政治人物、联合进步委员会的重要成员。1908年奥斯曼帝国复开议会，他当选为众议院的第一任议长，后于1912年被任命为参议员。第一次世界大战结束后，里扎被任命为与协约国进行交涉的议和代表之一。

## 文献来源
- Kieser, Hans-Lukas. . Princeton University Press. 2018. ISBN 978-1-4008-8963-1 （英语）.
- Template:Lay source
- Suny, Ronald Grigor. . Princeton University Press. 2015. ISBN 978-1-4008-6558-1.